# Conselho Federal de Administração
O Conselho Federal de Administração (CFA) é o órgão que no Brasil regulamenta os profissionais formados em Administração. Foi criado em 20 de junho de 1966 tendo como seu primeiro presidente o Adm. Ibany da Cunha Ribeiro.

## Finalidade
O CFA tem como principais finalidades propugnar por uma adequada compreensão dos problemas administrativos e sua racional solução, orientar e disciplinar o exercício das profissões de administrador e de tecnólogo, dirimir dúvidas suscitadas nos Conselhos Regionais, julgar, em última instância, os recursos de penalidades impostas pelo CRA, votar e alterar o Código de Ética Profissional dos Administradores, além de zelar pela sua fiel execução, e promover estudos e campanhas em prol da racionalização administrativa do país.
O Conselho Federal de Administração é um órgão normativo, consultivo, orientador e disciplinador do exercício da profissão de administrador e de tecnólogo, sediado na capital federal, responsável por controlar e fiscalizar as atividades financeiras e administrativas do Sistema CFA/CRAs. Este, que tem como missão promover a difusão da Ciência da Administração e a valorização da profissão do Administrador visando a defesa da Sociedade, é integrado pelo CFA e pelos 27 Conselhos Regionais de Administração – CRAs, sediados em todos os Estados da Federação.

### Conselhos Regionais
Cada CRA tem por finalidade dar execução às diretrizes formuladas pelo Conselho Federal, fiscalizar, na área da respectiva jurisdição, o exercício da profissão de Administrador; organizar e manter o registro de Administrador; julgar as infrações e impor as penalidades referidas na Lei n° 4.769/65, expedir as Carteiras Profissionais dos Administradores, além de elaborar o seu Regimento para exame e aprovação pelo CFA.

### Ética
O CFA também se reveste de Tribunal Superior de Ética dos Administradores, para julgar processos éticos em segunda instância. Mas em sua estrutura organizacional possui uma ampla estrutura composta do Plenário, Câmaras setoriais, Diretoria, Comissões e Assembleia de presidentes de CRAs.
A missão do CFA é promover a Ciência da Administração valorizando as competências profissionais, a sustentabilidade das organizações e o desenvolvimento do país.

## Sistema CFA/CRA

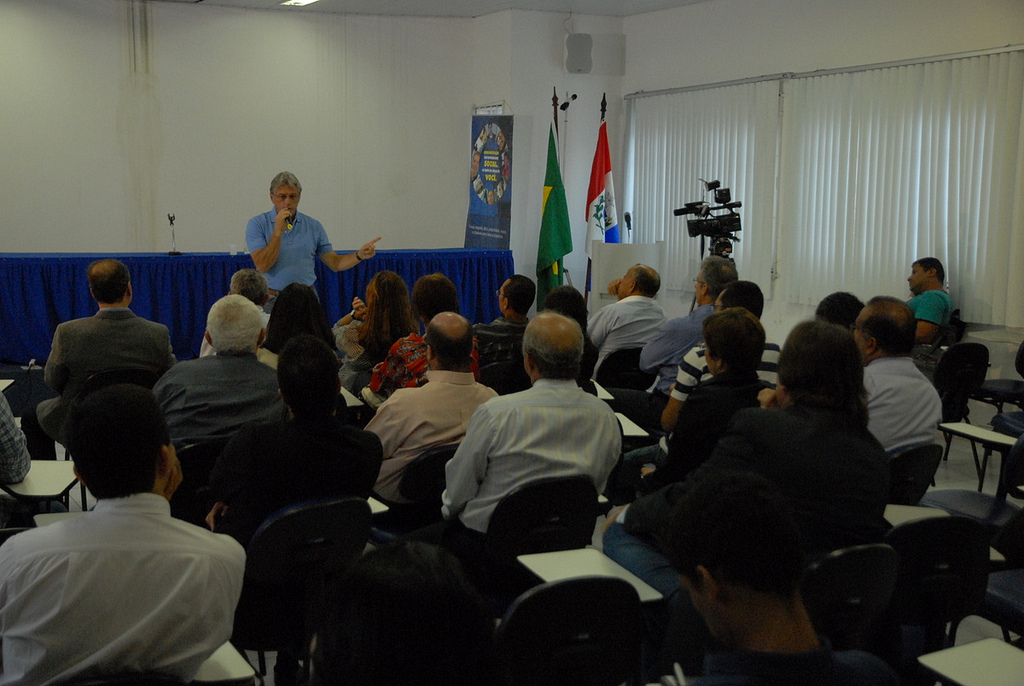
Evento no Conselho Regional de Administração de Alagoas.

O Sistema CFA/CRA é composto pelo conselho federal e o Conselho Regional de Administração (CRA) de cada estado da federação e no Distrito Federal (Brasil).
Os CRA emitem a carteira de registro profissional para grandes áreas funcionais de Administração Geral, Financeira, Vendas e Recursos Humanos, etc; Bachareis e Tecnólogos em Administração.
Os órgãos do sistema são responsáveis pelo registro e fiscalização do exercício legal da profissão de bacharel em  administração, analista de sistemas, tecnólogo e de outras áreas afins da administração no Brasil.

## Símbolo

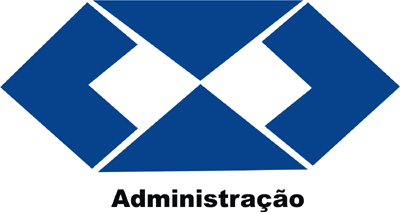
Símbolo da Ciência da Administração.

O símbolo da Administração é um emblema que representa a profissão de administrador no Brasil, cuja concepção e composição é detalhada no "Manual de Identidade Visual da Profissão".
De acordo com o Conselho Federal de Administração (CFA), em seu Manual de Identidade Visual (Lei nº 4.769, de 9 de setembro de 1965), foi promovido, em 1979, um concurso nacional para a escolha do símbolo que representasse a profissão de Administrador e que identificasse o Sistema CFA/CRA´s.
Foram recebidas 309 sugestões, vindas de quase todos os estados brasileiros. Estes trabalhos foram analisados por sete membros do júri e teve, como primeiro resultado, a seleção quarenta trabalhos para serem escolhidos na segunda fase de julgamento.
No dia 9 de abril de 1980, em Brasília-DF, foram selecionados dez trabalhos para uma segunda fase de julgamento. A escolha final legitimou o símbolo que representa, em todo o território brasileiro a profissão de Administrador. O trabalho escolhido foi apresentado por um grupo de Curitiba, denominado “Oficina de Criação”.

### O Significado do Símbolo

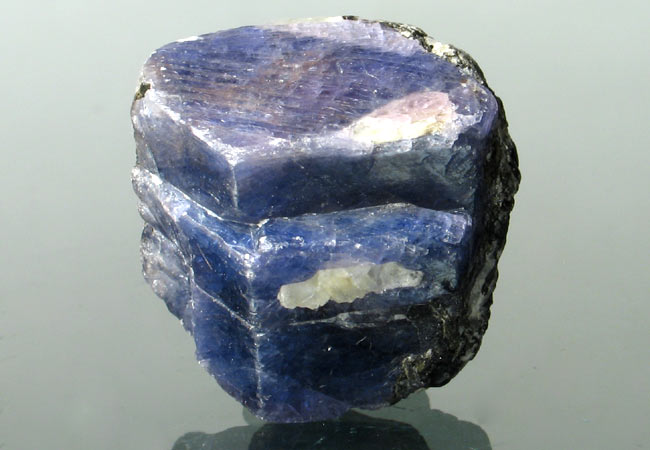
Safira, pedra utilizada no Anel de formatura do Administrador.

O símbolo escolhido para identificar a profissão do Administrador tem a seguinte explicação:
- As flechas centrais (▼ e ▲) apontam para um ponto comum, ou seja os objetivos da profissão: organizar, dispor para funcionar, reunir, centralizar, orientar, direcionar, coordenar, arbitrar, relatar, planejar, dirigir, encaminhar os diferentes aspectos de uma questão para o objetivo comum;
- As laterais, (◄ e ►) representam as metas a serem atingidas;
- O quadrado branco que se forma ao centro, apoiado no vértice, remete à dinamicidade da profissão;
- O símbolo 3D possui três cores (azul, preto e branco);

O Símbolo 2D possui apenas uma cor (azul).
O símbolo é concebido partindo-se de um quadrado inscrito num outro quadrado. O quadrado inscrito é vazado no centro. Os vértices verticais do quadrado maior são dobrados para encontrar o seu centro.

### O anel de formatura do Administrador
O anel de formatura do Administrador tem como pedra a safira de cor azul-escura, pois é a cor que identifica as atividades criadoras, por meio das quais os homens demonstram sua capacidade de construir para o aumento de suas riquezas, tendo em vista suas preocupações não serem especulativas.
Em um dos lados da pedra safira é aplicado, em ouro branco, o símbolo da profissão do Administrador.